# Valeilles
Valeilles település Franciaországban, Tarn-et-Garonne megyében. Lakosainak száma 244 fő (2022. január 1.). Valeilles Anthé, Cazideroque, Dausse, Massoulès, Penne-d’Agenais, Roquecor és Saint-Beauzeil községekkel határos.

## Népesség
A település népessége az elmúlt években az alábbi módon változott:
| Lakosok száma | 236  | 237  | 250  | 248  | 248  | 248  | 251  | 247  | 244  |
|               | 2013 | 2015 | 2016 | 2017 | 2018 | 2019 | 2020 | 2021 | 2022 |